# Tony Vandervell
Guy Anthony „Tony” Vandervell (ur. 8 września 1898, zm. 10 marca 1967) – brytyjski przedsiębiorca, konstruktor, właściciel i kierownik stajni wyścigowej Vanwall.

## Życiorys
Pochodził z zamożnej rodziny przedsiębiorców. Jego ojciec prowadził firmę CAV, zajmującą się elektryką. Tony w wieku 22 lat ścigał się na motocyklach Norton i Talbot, a także samochodach Wolseley na torze Brooklands. Założył firmę wytwarzającą łożyska, dzięki czemu dorobił się pokaźnego majątku.
Po zakończeniu II wojny światowej zaangażował się w utworzenie brytyjskiego teamu BRM, ale wskutek nieporozumień odszedł z firmy i założył własny zespół – Vanwall (początkowo Thinwall Specials). Pierwsze egzemplarze zbudowano na wzór Ferrari 125 S. Pierwszy bolid nowego zespołu pojawił się na wyścigach w 1954 i 1955 roku. Zaś ostatnim sezonem w Formule 1 był rok 1958. Uważa się, że Tony Vandervell wycofał się z wyścigów po śmierci Stuarta Lewis-Evansa oraz wskutek problemów zdrowotnych i trudności związanych z kierowaniem zespołem. Podejmował co prawda próby kontynuowania działalności teamu do 1962 roku, ale bezskutecznie.